# Porcellio alexandrinus
Porcellio alexandrinus är en kräftdjursart som beskrevs av Brandt 1833. Porcellio alexandrinus ingår i släktet Porcellio och familjen Porcellionidae. Inga underarter finns listade i Catalogue of Life.